# Subeucalanus longiceps
Subeucalanus longiceps is een eenoogkreeftjessoort uit de familie van de Subeucalanidae. De wetenschappelijke naam van de soort is voor het eerst geldig gepubliceerd in 1925 door Matthews.